# 圣米格尔-杜科图
圣米格尔-杜科图是葡萄牙波尔图区的一个堂区。总面积2.39平方公里，总人口1292人，人口密度540.6人/平方公里。